# Delitto dell'ermellino
Il caso Bellentani è un caso di omicidio commesso il 16 settembre 1948 a Villa d'Este a Cernobbio da Pia Bellentani a danno del suo ex amante Carlo Sacchi. È conosciuto anche come delitto dell'ermellino, per via della cappa di ermellino indossata dalla Bellentani la sera dell'omicidio. 

## Storia

### Antefatti

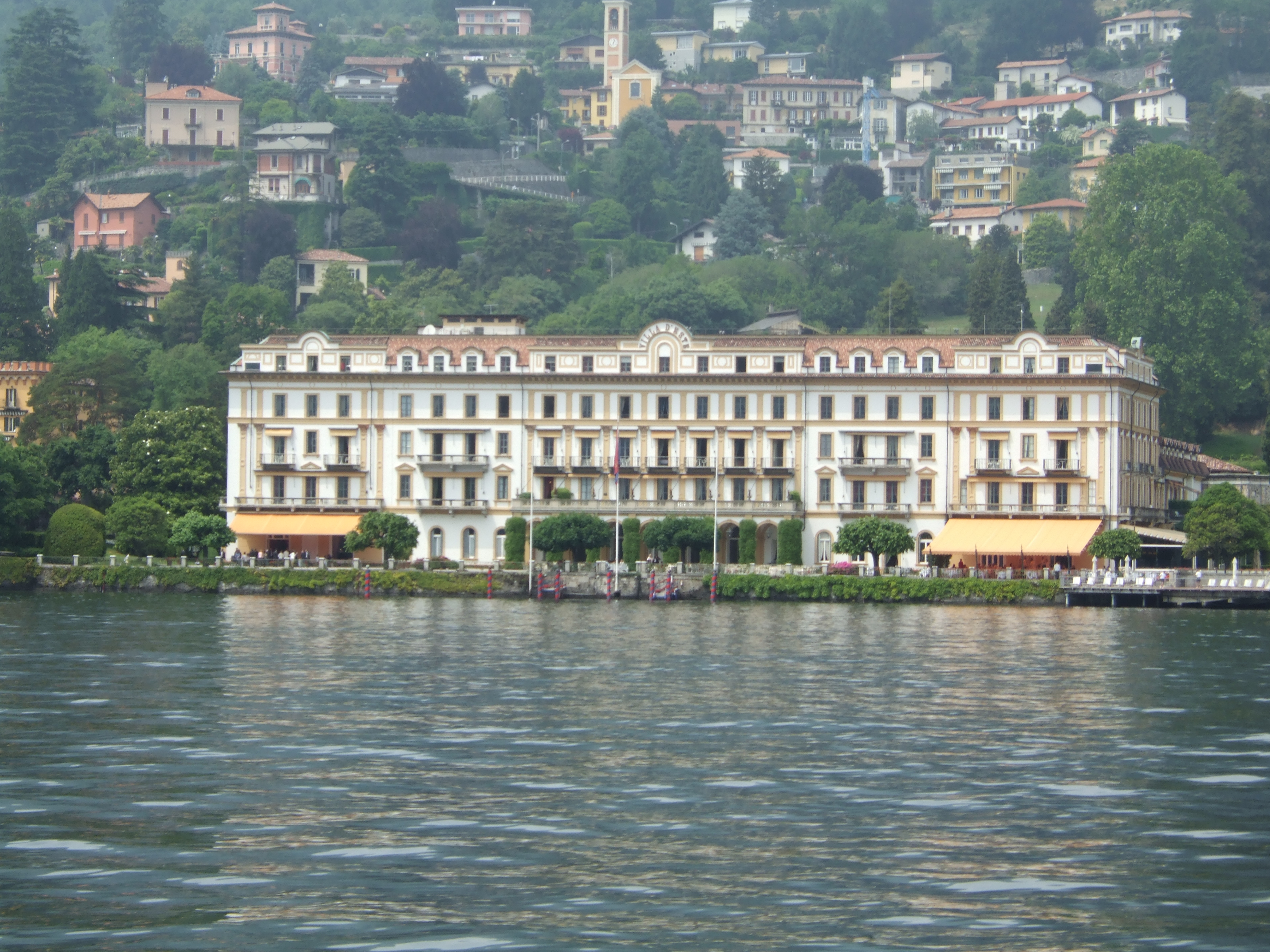
Villa d'Este a Cernobbio, luogo dell'omicidio.

Pia Caroselli nacque a Sulmona in Abruzzo il 29 gennaio 1916 da Romeo e Nazarena Jannamorelli; suo padre era un contadino e sua madre un'operaia che aveva lasciato il lavoro per occuparsi della famiglia.
L'educazione di Pia venne affidata ad un istituto di suore a Roma, e fu proprio nella capitale che lei si innamorò di un avvocato di Sulmona, ma, a causa del parere contrario della sua famiglia, la giovane fu costretta a troncare la relazione. Nel 1938, durante una vacanza a Cortina d'Ampezzo, venne notata dall'industriale e conte Lamberto Bellentani, con il quale convolò a nozze il 15 luglio del 1938 e dal cui matrimonio nacquero due figlie, Stefania e Flavia. Inizialmente vissero a Reggio Emilia, poi a Bologna e infine a Milano. Pochi anni più tardi, Pia conobbe il commerciante di seta Carlo Sacchi, il quale era però già sposato con l'ex ballerina Lilian Willinser ed era padre di tre figlie.
Nel 1941 i Bellentani decisero di sfollare a Cernobbio, dove Pia intraprese una breve storia extraconiugale proprio con Carlo Sacchi. Al termine di questa relazione, i rapporti tra i due si inasprirono, tanto che più volte Sacchi la insultò e umiliò in pubblico chiamandola "terrona". Pia nel frattempo trascurò la sua famiglia e suo marito continuò a non curarsi delle voci del rapporto extraconiugale ormai terminato tra sua moglie e Carlo Sacchi.

### L'omicidio

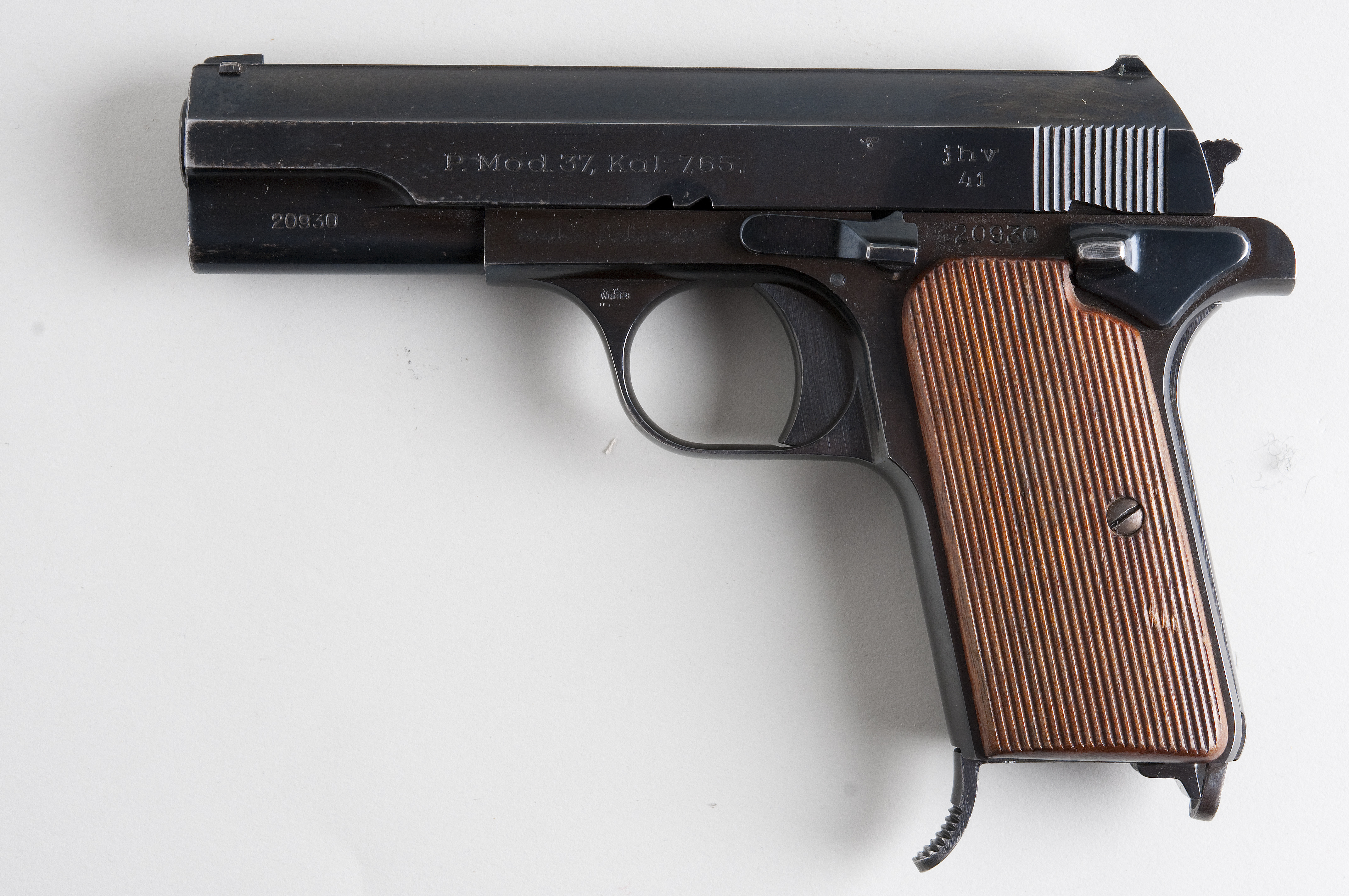
Una pistola automatica "Fegyverzyar" mod. 37 simile a quella usata da Maria Pia Bellentani per uccidere l'ex amante Carlo Sacchi.

Il 15 settembre 1948, al Grand Hotel Villa d’Este a Cernobbio, durante una serata mondana organizzata dalla stilista milanese Biki, i Bellentani si trovarono allo stesso tavolo dei Sacchi; alla serata era presente anche la nuova amante di Carlo, Mimì, seduta poco distante da loro. Inizialmente titubante a partecipare alla serata, Pia era stata convinta dalla moglie di Sacchi, Lilian Willinser e aveva cambiato idea.
Dopo un breve litigio nel quale venne nuovamente definita "terrona e spaccona", all'1:48 la Bellentani, dopo aver preso la pistola automatica "Fegyverzyar mod. 37" lasciata dal marito nel guardaroba, si avvicinò a Sacchi nascondendo l'arma con sua la cappa d'ermellino e aprì il fuoco, colpendolo mortalmente a bruciapelo.

### Il processo e la condanna
La contessa venne subito arrestata e portata nel carcere di San Donnino di Como, e durante il processo lo psichiatra Filippo Saporito la giudicò incapace di intendere e volere al momento del fatto, e perciò venne rinchiusa nel manicomio criminale di Aversa diretto dallo stesso Saporito. Il 12 marzo 1953 il tribunale di Como la condannò a dieci anni di reclusione, di cui tre condonati e tre in casa di cura nel manicomio giudiziale di Pozzuoli.
In appello la condanna venne ridotta a sette anni e dieci mesi, con la conferma dei tre anni di condono e dei tre di casa di cura. Il 23 dicembre 1955 Pia Bellentani venne graziata dal presidente della Repubblica con sei mesi d'anticipo prima della fine della condanna nel manicomio di Pozzuoli. Il marito nel frattempo si era trasferito con le tre figlie a Montecarlo, dove morì in solitudine nel 1963e la salma venne portata a Roma. Maria Pia si trasferì prima nella sua vecchia casa di Sulmona, poi a Roma con le figlie e visse sempre un'esistenza molto riservata.
L'arma del delitto era conservata presso il Museo criminologico di Roma.

## Influenza culturale
- Il delitto dell'ermellino è nella prima stagione del programma Delitti[5].